# Michel Hidalgo
Michel François Hidalgo (Leffrinkhoeke, 22 maart 1933 – Marseille, 26 maart 2020) was een Frans voetballer en voetbaltrainer.

## Voetballoopbaan
Hidalgo speelde als middenvelder voor Le Havre, Stade de Reims en AS Monaco. Hij werd driemaal landskampioen (1955, 1961, 1963) en won tweemaal de Coupe de France (1960, 1963) gedurende zijn actieve carrière. Hidalgo speelde in 1962 een interland voor de Franse nationale ploeg.

## Trainerscarrière
Als bondscoach van Les Bleus leidde hij de nationale ploeg naar de Europese titel in 1984 na de vierde plaats, twee jaar eerder, bij de WK-eindronde in Spanje. Hij was in totaal acht jaar (1976–1984) bondscoach van Frankrijk. Hidalgo werd na het Europees kampioenschap 1984 opgevolgd door Henri Michel.

## Erelijst
Als speler
 Stade de Reims
- Division 1: 1954/55
- Trophée des Champions: 1955

 AS Monaco
- Division 1: 1960/61, 1962/63
- Coupe de France: 1959/60, 1962/63
- Trophée des Champions: 1961

Als trainer
 Frankrijk
- UEFA EK: 1984